# Non mediocri
Non mediocri ist eine Enzyklika von Papst Leo XIII., sie datiert vom 25. Oktober 1893 und trägt den Untertitel: „Über das spanische Priesterseminar in Rom“. Sie wurde an die zuständigen spanischen Bischöfe des Stiftungs- und Studienfonds für das römische Priesterseminar und an die spanischen Priester gesandt.

## Priesterseminare in Spanien
In seiner Begrüßung und der Einleitung lobt er die Loyalität des spanischen Klerus und bezeichnet sie als beachtenswerte Spanier, deren Disziplin hervorzuheben sei, es sei aber auch das Verdienst der Großzügigkeit der spanischen Könige zu verdanken und der Beharrlichkeit der spanischen Bischöfe, dass der jetzige Bildungsstand so vorbildlich sei. Es sei deshalb umso mehr zu beklagen, dass die nationalen Priesterseminare bedroht seien und die spanischen Priesterseminaristen keine ausreichenden Studien erhalten könnten. Zur Weiterbildung und zur Förderung von spanischen Priestern sei deshalb in Verbindung mit den bischöflichen Gründern angestrebt, eine Hochschule für spanische Priester in Rom einzurichten.

## Priesterseminar für spanische Priester in Rom
In Rom seien nun mehrere Priesterkollegs eingerichtet worden, so für Armenier in Rom und eines für Böhmen. Es sei nun, da in Spanien die Priesterseminare bedroht seien, wichtig eine Einrichtung zu schaffen, in denen die spanischen Priester ihr Studium beginnen oder beenden könnten. Es wird vom Papst bekundet, dass man bereits ein geeignetes und dem Anlass würdigen Gebäude erhalten habe, in dem bereits der Heilige Karl Borromäus gelebt habe. Als verantwortliche Bischöfe ernennt er die Erzbischöfe von Toledo und Sevilla, denen auch die finanzielle Sicherstellung übertragen wird.